# Ярославський провулок (Київ)
Яросла́вський прову́лок — провулок у Подільському районі міста Києва, місцевість Поділ. Пролягає від Житньоторзької площі та Ярославської вулиці до Щекавицької вулиці.

## Історія
Провулок виник в першій половині XIX століття під назвою провулок Боричів Тік, як продовження вулиці Боричів Тік. У 1869 році отримав назву Базарний провулок, як розташований поряд із Житнім торгом, з 1944 року — Фруктовий провулок. Сучасна назва — з 1955 року.